# بیژن شکرریز
بیژن شکرریز زاده ۱۳۳۳ در تهران کارگردان، منتقد و عکاس سینما و تلویزیون ایران است.

## کارگردانی
- سایه تنهائی
- مسیر عشق
- ساز شکسته
- حباب

## عکاس
- دارا و ندار
- مسافران مهتاب
- ویزا
- معما
- اتوبوس
- کفش‌های میرزا نوروز